# S.C.I.E.N.C.E.
S.C.I.E.N.C.E. ist das zweite Studioalbum der US-amerikanischen Rockband Incubus. Das Album erschien am 9. September 1997 via Epic Records und Immortal Records. Es wurde sowohl in den Vereinigten Staaten als auch im Vereinigten Königreich mit einer Goldenen Schallplatte ausgezeichnet. S.C.I.E.N.C.E. ist das letzte Incubus-Album, welches mit DJ Lyfe alias Gavin Koppel aufgenommen wurde.

## Entstehung
Nachdem die Band im November 1995 ihr Debütalbum Fungus Amongus veröffentlicht hatte, machte sie sich auf den folgenden Tourneen einen Namen und wurden schließlich im folgenden Jahr von Immortal Records, einem Sublabel von Epic Records, unter Vertrag genommen. Die Band entschied sich für das Label, weil die Laufzeit über sieben Alben ging und den Musikern kreative Freiheit zugesagt wurde. Der zuständige A&R-Manager Paul Pontius hatte wenige Jahre zuvor bereits die Band Korn für das Label unter Vertrag genommen. Mit Gavin Koppel, auch bekannt als DJ Lyfe, schloss sich ein DJ der Band an. Im Januar 1997 erschien die EP Enjoy Incubus, auf der neben zwei neuen Titeln vier des Debütalbums neu aufgenommen wurden. Anschließend gingen Incubus zusammen mit Korn auf Welttournee.
Zurück von der Tournee wurde im Mai und Juni 1997 das Album im Tonstudio 4th Street Recording in Santa Monica aufgenommen. Sänger Brandon Boyd beschrieb das Studio als klein, aber „sehr charmant“. Wie schon beim Debütalbum Fungus Amongus arbeitete die Band mit dem Produzenten Jim Wirt zusammen. Die Aufnahmen dauerten sechs Wochen. Laut Brandon Boyd hatte die Band erstmals ein Budget für Studioaufnahmen vorhanden, weswegen er S.C.I.E.N.C.E. als das eigentliche Debüt bzw. zweite Debüt der Band ansieht. Die Band setzte sich für das Album keine stilistischen Grenzen. Gitarrist Mike Einziger erklärte in einem zeitgenössischen Interview, dass bei Incubus einfach überhaupt keine Regeln existieren, wenn sie Musik schreiben. Während der Aufnahmen verwendeten die Musiker älteres, analoges Equipment.
Als Gastmusiker sind der Violinist Charles Waltz und der Saxophonist Jeremy Wasser zu hören. Gemischt wurde das Album von Terry Date, während Stephen Marcussen das Mastering übernahm. Toningenieure waren Ulrich Wild, CJ Eriksson und Donat Kazarinoff, die von Matthew Kallen assistiert wurden. Für das Lied Magic Medicine verwendete die Band Samples aus einem Kinder-Hörbuch.

## Veröffentlichung
Das Albumcover wurde vom Fotografen Chris McCann und dem Designer Frank Harkins entworfen. Laut Sänger Brandon Boyd zeigt das Cover einfach „irgendein abstraktes Bild, das für uns in dem Moment mit dem Thema Wissenschaft zusammenhing“. Im Vordergrund ist eine ausgetrocknete Landschaft mit Blick auf eine Bergkette zu sehen. Im Hintergrund ist der Mond sowie ein Auszug des Periodensystems der Elemente abgebildet. Oben ist das Bandlogo und unten der Albumtitel zu lesen. Links ist der Kopf eines Mannes zu sehen, der von gelben Strahlen umgeben ist. Der Mann wurde einer Bandlegende nach „Chuck“ genannt.
In Interviews gaben die Musiker stets andere Antworten darauf, um wen es sich bei dem Mann handelt. Mal war es ein Pornodarsteller der 1970er Jahre, mal ein Testimonial für Zigarettenwerbung aus den 1960er Jahren oder er war Mitglied eines UFO-Kults.
Im Juni 2022 führte das US-amerikanische Magazin Revolver das Albumcover von S.C.I.E.N.C.E. auf ihrer Liste der elf höchst unvergesslichen Nu-Metal-Albumcover aller Zeiten. Laut dem Artikel handelt es sich bei dem auf dem Cover abgebildeten Mann um Chuck Boyd, dem Vater des Sängers Brandon Boyd. Dieser trat in früheren Zeiten als Marlboro Man auf, einer fiktiven Werbefigur für die Zigarettenmarke Marlboro.
Mit A Certain Shade of Green, Redefine und New Skin wurden drei Singles aus dem Album ausgekoppelt. Musikvideos wurden für die Lieder A Certain Shade of Green und Summer Romance (Anti-Gravity Love Song) veröffentlicht, bei denen Kenny Morrison bzw. Brett Spivey Regie führten. Neben dem Album nahmen Incubus noch in Zusammenarbeit mit DJ Greyboy das Lied Familiar für den Soundtrack des Films Spawn auf. Das Lied ist kurz im Film zu hören.

## Hintergrund
Laut dem Gitarristen Mike Einzinger reflektiert der Albumtitel die experimentelle Natur des Album und die kreative Freiheit, die der Band gegeben wurde.

„Unser Album heißt S.C.I.E.N.C.E., weil wir in der Lage waren zu experimentieren. Wir waren in der Lage, uns die Zeit zu nehmen um alles so klingen zu lassen, wie wir es wollten. Verrückte Wissenschaft und energetischen Funk.“

Der Albumtitel ist ein Akronym und hat keine nähere Bedeutung und liefert eher Denkanstöße. In verschiedenen Interviews nannten die Musiker aus Spaß Bedeutungen wie Sailing Catamarans Is Every Nautical Captain's Ecstasy, Stupid Cops Invade Everyone's Natural Chaotic Energy, Sounds Cool in Eyes Near Communistic Entities oder Surreal Cats in Economics Never Communicate Estacticly.
Redefine handelt davon, seine eigene Realität und seine eigene Welt zu erschaffen. Viele Menschen würden ihr Leben nur in schwarz und weiß malen, weil sie denken, dass dies alles wäre, was sie tun können. Aber wenn die Menschen die Kontrolle in die eigene Hand nehmen, können sie andere Farben nutzen. In dem Lied New Skin setzt Sänger Brandon Boyd einen Schorf auf den gegenwärtigen Zustand der Gesellschaft. Im schlimmsten Fall sieht dieser Schorf chaotisch und schrecklich aus. Aber wenn er abfällt, wächst neue Haut, die stärker als zuvor ist. Idiot Box kritisiert die Kultur des Fernsehens, die laut Brandon Boys schlecht für das Gehirn ist. Er fantasiert in dem Lied über eine Welt ohne Fernsehen.
Das Lied A Certain Shade of Green beschäftigt sich mit dem Thema Prokrastination. Sänger Brandon Boyd fragt, worauf man wartet und ob die angesprochene Person bis ins Jahr 2012 warten will. Dabei bezieht sich Boyd auf den Maya-Kalender, nach dem die Welt am 21. Dezember 2012 untergehen sollte. In Favorite Things spricht Brandon Boyd über seine persönliche Sicht zur Religion und wie sie die Dinge, die er am liebsten macht, unterdrückt. Um ein guter Christ zu sein müsse man die Herrschaft über sein Leben an eine ungesehene Kraft abgeben. Das Album enthält einen Hidden Track. Das abschließende Lied Calgone endet nach 5:12 Minuten. Der versteckte Titel Segue 1 beginnt bei 5:42 Minuten.

## Rezeption

### Rezensionen
Im deutschen Magazin Visions wurde das Album mit elf von zwölf Punkten bewertet. Der namentlich nicht genannte Rezensent bezeichnete S.C.I.E.N.C.E. als „die eine herausragende Faith-No-More-Platte, die Faith No More nie gemacht haben“. Incubus „zelebrieren einen in dieser Intensität lange nicht mehr vernommenen Crossover, der durch seinen Ideenreichtum und die Unbekümmertheit an selige Zeiten erinnert, als die Red Hot Chili Peppers noch wirklich gute Platten zustande brachten“. Darren Kerr vom Onlinemagazin Drop D hob in seiner Rezension den einzigartigen Groove des Gitarristen Mike Einzinger und des Bassisten Alex Katunich hervor und lobte das innovative Scratching von DJ Lyfe, welches der Band ein weiteres Element von Originalität einbringt. David Thomas vom Onlinemagazin Allmusic kritisierte, dass „die vielen Stile auf dem Album sich nicht perfekt vermischen“, jedoch „kreieren sie einen soliden Sound, der die Band definiert“.

### Auszeichnungen für Musikverkäufe
| Land/Region                  | Auszeichnungen für Musikverkäufe (Land/Region, Auszeichnung, Verkäufe) | Verkäufe |
| ---------------------------- | ---------------------------------------------------------------------- | -------- |
| Vereinigte Staaten (RIAA)    | Gold                                                                   | 500.000  |
| Vereinigtes Königreich (BPI) | Gold                                                                   | 100.000  |
| Insgesamt                    | 2× Gold ·                                                              | 600.000  |

## Bedeutung
Das US-amerikanische Magazin Revolver führte S.C.I.E.N.C.E. im November 2021 auf ihrer Liste von 20 essentiellen Nu-Metal-Alben. Das Onlinemagazin Loudwire platzierte das Album auf Rang 25 ihrer Liste der 50 besten Nu-Metal-Alben aller Zeiten. Ebenfalls wurde S.C.I.E.N.C.E. vom deutschen Magazin Visions in der Nu-Metal-„Plattenkiste“ geführt. Diese Liste enthält 30 Alben, die nicht ausschließlich zu den besten Genre-Veröffentlichungen zählen, sondern auch Alben, die bei ihrer Veröffentlichung „wichtig“ waren. Im November 1997 veröffentlichte das Magazin darüber hinaus einen vierseitigen Artikel, der auf die Entstehung des Albums zurückblickt. Der US-amerikanische Fernsehsender VH1 führte das Album im September 2015 auf ihrer Liste der zwölf unterbewertetsten Nu-Metal-Alben. Das britische Magazin Kerrang führte S.C.I.E.N.C.E. auf Platz drei ihrer Rangliste der Incubus-Alben.